# 북보르네오 전투
북보르네오 전투는 제2차 세계 대전 당시 1945년 6월 10일부터 8월 15일에 걸쳐 북보르네오(현재의 사바 주) 지역에서 보르네오 전역의 일환으로 일본군과 연합군 사이에 있었던 전투이다. 브루나이만 근처의 여러 지점과 섬에 대한 일련의 오스트레일리아의상륙작전을 포함한다. 상륙작전에 대한 일본군의 저항은 크지 않았으나, 전황의 진행에 따라 상당한 규모의 교전이 이루어졌으며, 이에 따른 사상자가 발생하였다. 결과적으로 오스트레일리아군은 해당 지역을 점령하였으나, 1945년 8월 갑작스럽게 종전이 되며 점령에 따르는 전략적 이점을 누리지 못하였다.

## 배경
오베오 식스 (Obeo six)로 명명된 북보르네오 전투는 보르네오섬을 점령하기 위한 연합군 작전의 두번째 단계였다. 1945년 5월에 연합군은 여단 규모의 병력으로 타라칸섬을 점령하였다. 작전은 호주 육군 9사단 소속의 20여단 및 25 여단이 주축이 되었으며, 조지 우튼 중장 (Major General George Wootten)이 지휘하였다.   미해군 및 호주 해군, 미육군 항공대 및 미해병대, 호주 공군, 호주 제1전략항공대가 지원하였다. 미육군 소속의 제727 양육군 트랙터 대대 (the 727th Amphibian Tractor Battalion)이 상륙정 운용을 담당하였으며, 제 593 상륙 공병 연대 보트 대대 (The 593rd Engineer Boat and Shore Regiment's Boat Battalion)가 추가로 배속 되었다.
당시 남서 태평양 관구 최고 사령관이었던 더글라스 맥아더 장군의 지휘 아래 '사전 폭격, 강습 상륙, 전진 (preparatory bombardment, forced landings, advance)'의 세 단계로 작전이 계획 되었다. 작전 목표는 연합군의 '함대 전진 기지 (an advanced fleet base)'을 확보하여 후속 작전을 가능하도록 하고, 해당 지역의 유정과 고무농장을 획득하며, 해당 지역에 영국의 점령 (British civil administration)을 회복하는 것이었다. 한편, 연합군 정보부는 보르네오섬에 대략 31,000명 가량의 일본군이 주둔하고 있는 것으로 파악하고 있었으며, 8,800여명이 북보르네오를 방어하고 있는 것으로 판단하였다. 일본군 부대는 제56 독립혼성여단 (the 56th Independent Mixed Brigade) 소속의 6개 대대 (제 366 - 371 대대) 및 몇몇 독립 대대로 구성되어 있었다.

## 전투
호주군은 북보르네오섬의 두 지점에서 상륙 작전을 시작하였다. 6월 10일에는 제24여단 소속 2개 대대 (2/28 대대, 2/43 대대)  가 2/9 기갑 대대 소속 마틸다 전차 중대와 함께 라부안섬에 상륙하였다. 제20여단 소속 2개 대대 (2/15 대대, 2/17 대대)는 무아라섬(Muara Island)과 부루케톤(Brooketon) 북부의 반도 끝에 2/9 기갑 대대 소속의 다른 마틸다 전차 대대와 함께 상륙하였다. 해군과 공군이 대규모 폭격을 가하였으며, 거의 저항없이 상륙하였다. 사실 일본군은 해당 지역에서 철수한 상태였다. 부루케톤 북부에 상륙한 부대는 부르나이 내륙으로 전진하였으며, 6월 13일에 부르케톤을 접수하였다. 제20여단 소속 2개 대대는 6월 20일 루통 (Lutong)에 상륙한 2/13 대대와 연결되었고, 쿠칭 (Kuching)을 점령하기 위하여 미리 (Miri)와 세리아 (Seria)를 지나 남서 해안으로 진격하기 시작하였다. 세리아에서는 일본군이 퇴각하며 불지른 37개의 유정을 접수하였으며, 2/3 야전 중대 (2/3rd Field Company) 소속 공병이 진화에 동원되었으나, 임무를 완수하는데에는 3개월이 걸렸다. 목적을 이룬 제20여단은 상륙 단정등을 이용하여 점령 지역의 복잡한 해안선에 대한 수색 정찰에 나섰다. 전체 작전 과정에서 전사자는 40여명 가량으로 그다지 많지 않았다.

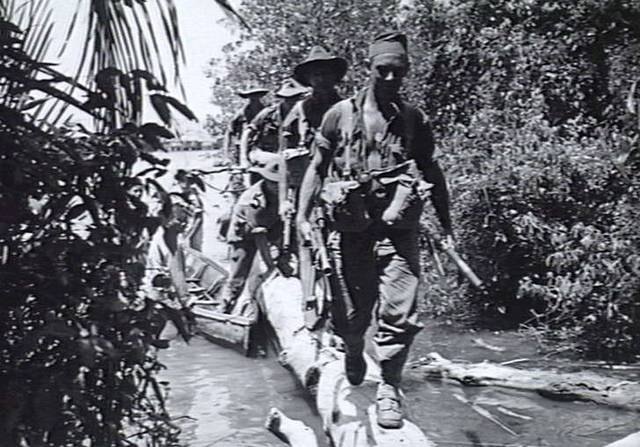
Labuan, 15 June 1945. Members of a patrol from "A" Company, Australian 2/43rd Infantry Battalion, disembark from a boat and walk along a large fallen tree, as they move inland to investigate reports of Japanese activity.

## 참고

### 인용
1. ↑  “Battle of North Borneo”. Australian War Memorial. 2010년 9월 4일에 확인함.
2. 1 2 3  Coulthard-Clark 1998, 252쪽
3. ↑  Odgers 1988, 183쪽
4. ↑  Long 1963, 458쪽
5. 1 2  Keogh 1965, 444쪽
6. 1 2  Long 1963, 456쪽
7. ↑  Keogh 1965, 447쪽
8. 1 2  Keogh 1965, 448쪽
9. ↑  Coulthard-Clark 1998, 252–253쪽
10. ↑  Long 1963, 485쪽
11. ↑  Keogh 1965, 453쪽
12. ↑  Johnston 2002, 228쪽

## 참고
- Coulthard-Clark, Chris (1998). 《Where Australians Fought: The Encyclopaedia of Australia's Battles》. St Leonards, New South Wales: Allen & Unwin. ISBN 1-86448-611-2.
- Grey, Jeffrey (2008). 《A Military History of Australia》 3판. Melbourne, Victoria: Cambridge University Press. ISBN 978-0-521-69791-0.
- Johnston, Mark (2002). 《That Magnificent 9th: An Illustrated History of the 9th Australian Division 1940–46》 (영어). Sydney, New South Wales: Allen & Unwin. ISBN 1-86508-654-1.
- Keogh, Eustace (1965). 《The South West Pacific 1941–45》 (영어). Melbourne, Victoria: Grayflower Productions. OCLC 7185705.
- Long, Gavin (1963). 《The Final Campaigns》. Australia in the War of 1939–1945, Series 1 – Army, Volume VII (영어). Canberra, Australian Capital Territory: Australian War Memorial. OCLC 1297619.
- Odgers, George (1988). 《Army Australia: An Illustrated History》 (영어). Frenchs Forest, New South Wales: Child & Associates. ISBN 0-86777-061-9.